# 克里斯·卡尼

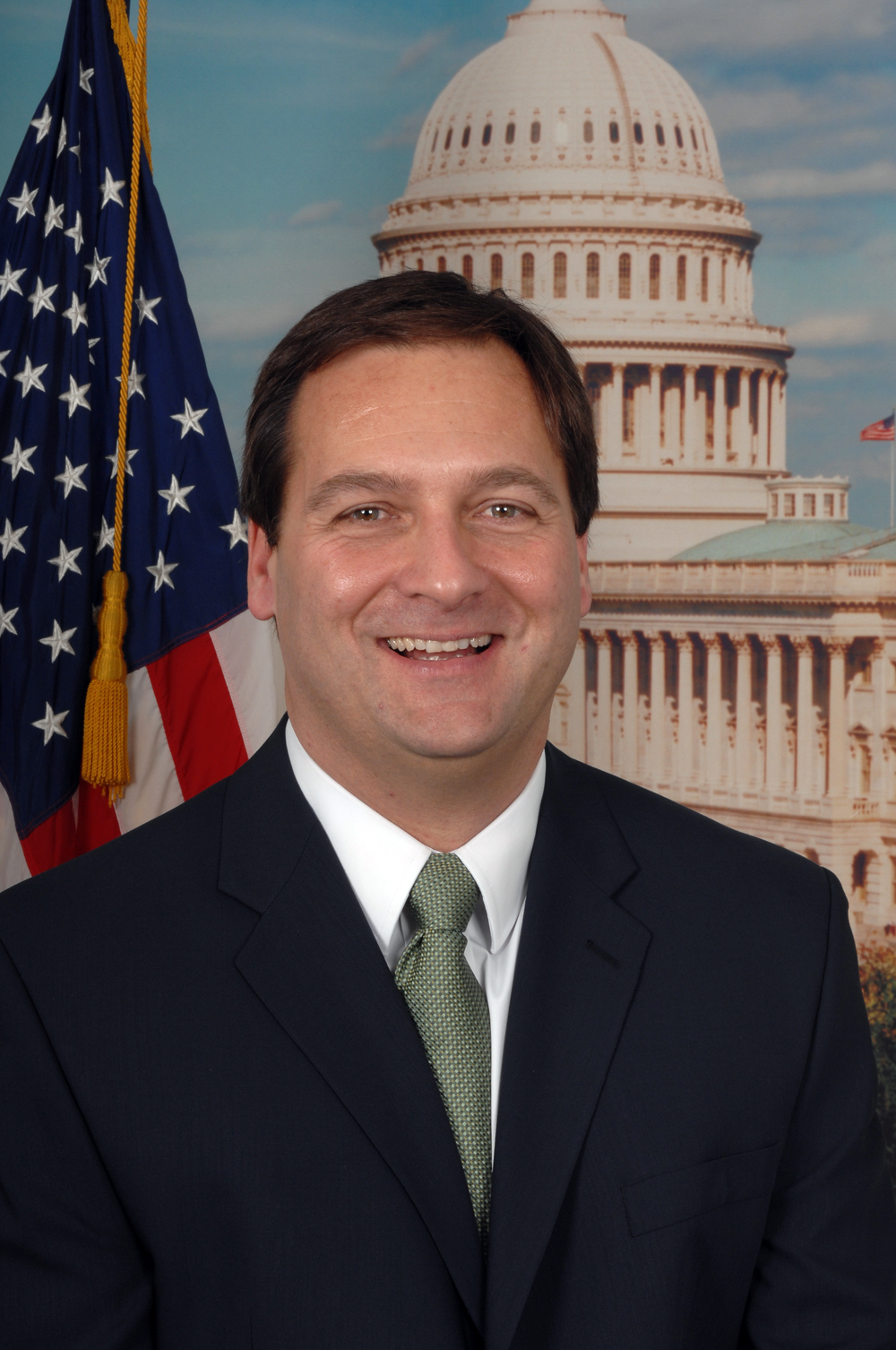
克里斯·卡尼

克里斯·卡尼（Chris Carney；1959年3月2日—）是美國的一位政治人物。在2007年至2011年期間，卡尼曾經是賓夕法尼亞州第10選舉區選出的美國眾議院議員，黨籍為民主黨。卡尼曾經在美國海軍服役，官至中校。